# كليبر
الجنرال جان بابتيست كليبر Jean-Baptiste Kléber (9 مارس 1753 – 2 صفر 1216 هـ / 14 يونيو 1800) هو أحد جنرالات فرنسا أثناء حروب الثورة الفرنسية. اشترك في حملة نابليون بونابرت على مصر. بدأ حياته العسكرية في خدمة آل هابسبورغ، ولكن أصوله الشعبية حالت دون ترقّيه في الخدمة. فتطوع في الجيش الفرنسي سنة 1791[بحاجة لمصدر] ليترقى سريعاً في الرتب العسكرية إلى أن وصل إلى رتبة جنرال. خدم كليبر في راينلاند أثناء حرب التحالف الأول، كما شارك في قمع تمرد الملكيين في إقليم الفونديه. قبل أن يتقاعد لفترة وجيزة بعد معاهدة كامبو فورميو، عاد إلى العسكرية ليرافق نابليون في حملته على مصر بين عامي 1798–1799. وعندما غادر نابليون مصر عائداً إلى باريس، عيّن كليبر قائداً للحملة خلفاً له.

## قيادة كليبر للحملة الفرنسية على مصر

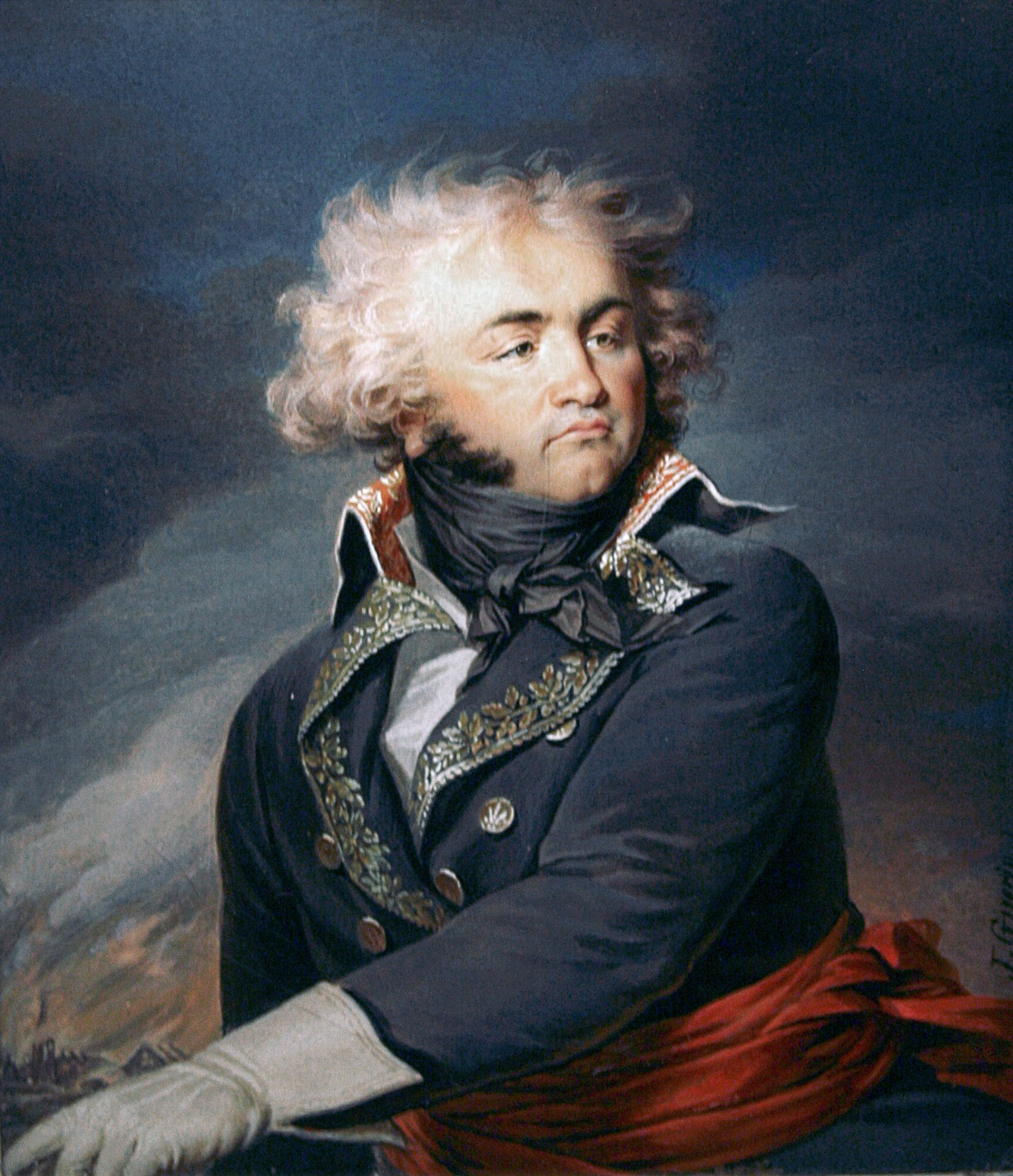
الجنرال كليبر

كان كليبر شديد الطموح وأتته فرصةقيادة الحملة الفرنسية بعد رحيل نابليون عن مصر عام 1799 بعدما أيقن من فشل الحملة، وكان يرى استحالة البقاء في مصر بسبب:
1. سوء أحوال مصر الاقتصادية.
2. انخفاض الروح المعنوية لجنود الحملة.
3. محاصرة الإنجليز لشواطئ مصر الشمالية.
4. كثرة ثورات المصريين.
5. تحالف إنجلترا وروسيا ودولة الخلافة العثمانية ضد فرنسا.

عمل اتفاقية العريش في يناير 1800 التي نصت على جلاء الفرنسيين بكامل أسلحتهم ومعداتهم، وأن يكون الجلاء لمدة ثلاثة أشهر، وأن تجهز لهم الدولة العثمانية أسطولا لنقلهم إلى فرنسا بعد تحطم أسطولهم في موقعة أبي قير البحرية. ولكن فشلت المعاهدة بسسب رفض الحكومة البريطانية عودة الفرنسيين إلا كأسرى حرب، فرفض كليبر ذلك لما فيه من إهانة للفرنسيين، فعاد ونشب قتال بينه وبين العثمانيين وهزمهم في موقع حي عين شمس في مارس 1800، ومن بعدها عدّل كليبر من سياسته وقرر البقاء في مصر. انتهز المصريون فرصة انشغال كليبر بمطاردة العثمانيين في عين شمس وطردهم إلى بلاد الشام وأقاموا ثورة القاهرة الثانية.

## مقتله

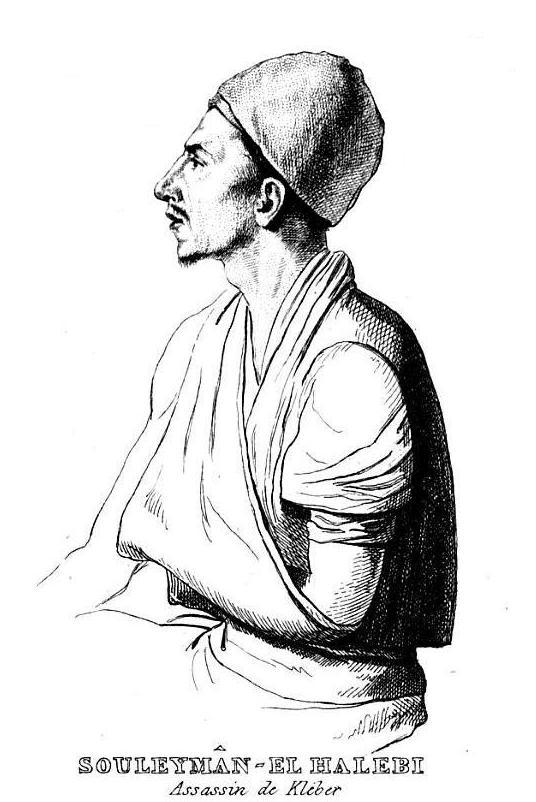
سليمان الحلبي الذي قتل كليبر.

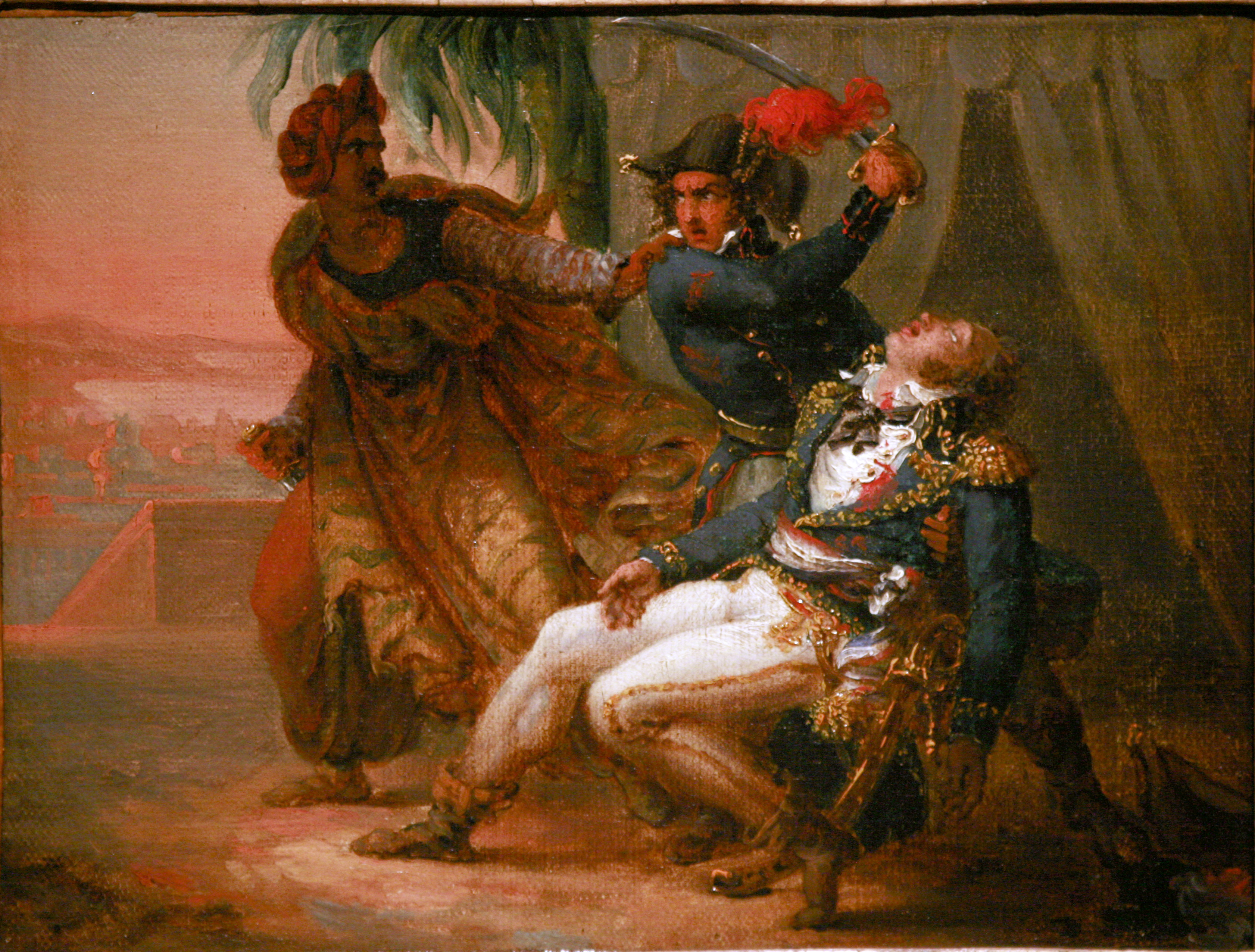
مقتل الجنرال كليبر على يد سليمان الحلبي؛ لوحة زيتية لأنطوان قروس، من مقتنيات متحف ستراسبورغ التاريخي.

قُتل الجنرال كليبر طعنًا بيد سليمان الحلبي عام 1800، ثم دفن في فرنسا عام 1801. سحق كليبر ثورة القاهرة الثانية ضد المصريين، والتي كانت بولاق مركزا لها، فنصب مدافعه على قمة جبل المقطم وشرع بقصف الحي حتى جعله أثرًا بعد عين، وهكذا تمكن من القضاء على الثورة. واستمر كليبر في استفزاز مشاعر المصريين مما دفع سليمان الحلبي (طالب سوري أزهري) إلى اغتياله في حديقة قصره بطعنة خنجر في قلبه ودُفن في حديقة قصره بالقاهرة، ثم حُملت جثته عند خروج الجيش الفرنسي من مصر ليُدفن في فرنسا بناءً على وصيته، وذلك عام 1801.

## وصلات خارجية
- كليبر على موقع الموسوعة البريطانية (الإنجليزية)